# Datenschutzrat
Der österreichische Datenschutzrat berät die Bundesregierung und die Landesregierungen auf deren Ersuchen in rechtspolitischen Fragen des Datenschutzes.

## Aufgaben und Geschichte
Der Datenschutzrat wurde mit dem Datenschutzgesetz 2000 geschaffen. Er ist beim Bundesministerium für Justiz als seine Geschäftsstelle eingerichtet.
Seine Aufgaben sind (§ 41 Abs. 2 Z. 1–6 DSG 2000):
- Fragen von grundsätzlicher Bedeutung für den Datenschutz in Beratung ziehen und dazu Gutachten erstellen oder in Auftrag geben
- Stellungnahmen zu Gesetzesentwürfen der Bundesministerien zu geben, soweit diese datenschutzrechtlich von Bedeutung sind (dem Datenschutzrat dazu Gelegenheit zu geben, ist verbindlich)
- Stellungnahmen zu Vorhaben von Auftraggebern des öffentlichen Bereichs, soweit diese datenschutzrechtlich von Bedeutung sind (Vorlage an den Rat verbindlich; dieser hat auch das Recht, von jenen Auskünfte und Berichte sowie die Einsicht in Unterlagen zu verlangen; ausgenommen sind innere Angelegenheiten der anerkannten Kirchen und Religionsgesellschaften; Z. 3 und 4)
- Auftraggeber des privaten Bereichs zur Stellungnahme zu Entwicklungen von allgemeiner datenschutzrechtlich bedenklicher Bedeutung auffordern
- Beobachtungen, Bedenken und allfälligen Anregungen zur Verbesserung des Datenschutzes in Österreich der Bundesregierung und den Landesregierungen mitteilen, sowie (über Vermittlung dieser Organe) den gesetzgebenden Körperschaften zur Kenntnis bringen

Der Datenschutzrat hat Vertreter der politischen Parteien, der Bundeskammer für Arbeiter und Angestellte, der Wirtschaftskammer Österreich, der Länder, des Gemeindebundes, des Städtebundes und einen vom Bundeskanzler zu ernennender Vertreter des Bundes (§ 42 DSG 2000). Für die Vertreter der Gebietskörperschaften ist berufliche Erfahrung auf dem Gebiet der Informatik und des Datenschutzes ausdrücklich vorgesehen. Die Tätigkeit ist ehrenamtlich, die Mitglieder sind zur Verschwiegenheit verpflichtet, sofern die Geheimhaltung im öffentlichen Interesse oder im Interesse einer Partei geboten ist, und die Beratungen vertraulich, soweit der Rat nicht selbst anderes beschließt (§ 42 Z. 6 resp. § 44 Z. 8 und 7).
Der Datenschutzrat umfasst (Stand 2017) 18 Mitglieder.